# Tàngara glauca
La tàngara glauca (Thraupis glaucocolpa) és un ocell de la família dels tràupids (Thraupidae).

## Hàbitat i distribució
Habita zones àrides amb matolls, bosc decidu, vegetació secundària i encara ciutats a les terres baixes fde la costa del Carib, al nord-est de Colòmbia i nord de Veneçuela, incloent l'illa Margarita.